# Tullfiskal
Tullfiskal var i Sverige och Finland en titel inom tullväsendet. Ursprungligen avsågs en bisittare i den 1678 grundade sjötullrätten och senare i accisrätten. 

## Finland
Under den ryska tiden var tullfiskalen en särskild åklagare vid tullverket som på förordnande drev tullmål i underrätterna. Efter självständighetsförklaringen 1917 var det samlande benämning på tjänstemän vid tullverket som stod till tullstyrelsens förfogande när det gällde inspektering, övervakning och expediering.

## Sverige
Tullfiskalen förde på 1920-talet tullverkets talan vid allmän domstol för tullmål som överlämnats till denne. Vissa typer av mål krävde generaltullstyrelsens förordnande. I övriga fall fördes tullverkets talan av respektive tullförvaltning.
Tullfiskalen hade även på uppdrag av generaltullstyrelsen uppgift att bevaka och föra tullverkets talan i tvistemål och ekonomiska ärenden samt att på sin stationeringsort utöva viss kontroll av tullavgifter, verkställa inventeringar av tullager och liknande uppgifter. I beslagsmål, införselbrott med oriktig ursprungsbeteckning och liknande mål som hanterades av generaltullstyrelsen hade tullfiskalen rätt att yttra sig i målet. Denne kunde även kräva vittnesförhör vid domstol och i viss mån fullfölja sin talan till Regeringsrätten.
Tullfiskalen i Stockholm var ombudsman för tullstatens enskilda pensionsinrättning och i denna egenskap självskriven ledamot i direktionen för generaltullstyrelsen. Tullfiskalen avlönades med tullverkets anslagsmedel och fick dessutom 12 procent av statens andel i de beslagsmål som denne bevakade vid lägre rättsinstanser.
På 1920-talet fanns fyra tullfiskaler stationerade i Stockholm, Göteborg, Malmö och Haparanda med ett länsvis uppdelat ansvar. De fyra distrikten omfattade hela landet. I mitten av 1950-talet fanns det tre tulfiskaler i landet, stationerade i Stockholm, Göteborg och Malmö.